# Mae West
Mae West (Brooklyn, 17. kolovoza 1893. – Los Angeles, 22. studenog 1980.), američka kazališna i filmska glumica, pravim imenom Mary Jane West. 
Na pozornici je od djetinjstva (popularna Baby Vamp), a kasnije je protagonistkinja burlesknih komedija i zvijezda music-halla. Između 1932. i 1943. West je snimila deset filmova, većinom komedija, neobično smjelih za to vrijeme, koji su izazivali niz skandala, a nju učinili seks simbolom. West je bila poznata po svojim dvosmislenim rečenicama, često sa seksualnim aluzijama. Američki filmski institut proglasio je Mae West jednom od najvećih ženskih filmskih zvijezda svih vremena.
Najpoznatiji filmovi Mae West su Noć poslije noći (1932.), Lady Lou (u izvorniku She Done Him Wrong, 1933.) i Nisam ja anđeo (1933.), a u posljednja dva partner joj je bio Cary Grant.
Nakon završetka filmske karijere, West je nastavila nastupati u kazalištu, na radiju i na televiziji, a snimila je i dva rock and roll albuma, "Way Out West" i "Wild Christmas".

## Vanjske poveznice
- Mae West u internetskoj bazi filmova IMDb-u (engl.)

### Ostali projekti
|  | Zajednički poslužitelj ima još gradiva o temi Mae West |